# Dundee Football Club 2022-2023
Questa voce raccoglie le informazioni riguardanti il Dundee Football Club nelle competizioni ufficiali della stagione 2022-2023.

## Stagione
- In Scottish Championship il Dundee si classifica al 1º posto (63 punti), davanti all'Ayr Utd e al Queen's Park, vince per la sesta volta il torneo ed è promosso in Premiership.
- In Scottish Cup viene eliminato al quarto turno dal St. Mirren (0-0 e poi 3-0 ai rigori).
- In Scottish League Cup viene eliminato ai quarti di finale dai Rangers (1-0).

## Maglie e sponsor
| Casa | Trasferta |

## Rosa
| N. |                                | Ruolo | Calciatore      |
| -- | ------------------------------ | ----- | --------------- |
| 1  | Inghilterra (bandiera)         | P     | Adam Legdzins   |
| 2  | Scozia (bandiera)              | D     | Cammy Kerr      |
| 3  | Inghilterra (bandiera)         | D     | Jordan Marshall |
| 4  | Inghilterra (bandiera)         | D     | Tyler French    |
| 5  | Irlanda (bandiera)             | D     | Ryan Sweeney    |
| 6  | Scozia (bandiera)              | C     | Jordan McGhee   |
| 7  | Scozia (bandiera)              | A     | Alex Jakubiak   |
| 8  | Scozia (bandiera)              | C     | Shaun Byrne     |
| 9  | Saint Kitts e Nevis (bandiera) | A     | Kwame Thomas    |
| 10 | Scozia (bandiera)              | C     | Paul McGowan    |
| 11 | Inghilterra (bandiera)         | C     | Luke Annant     |
| 14 | Scozia (bandiera)              | D     | Lee Ashcroft    |
| 15 | Scozia (bandiera)              | C     | Josh Mulligan   |
| 16 | Inghilterra (bandiera)         | A     | Zach Robinson   |

| N. |                        | Ruolo | Calciatore       |
| -- | ---------------------- | ----- | ---------------- |
| 17 | Scozia (bandiera)      | C     | Luke McCowan     |
| 18 | Scozia (bandiera)      | C     | Paul McMullan    |
| 19 | Scozia (bandiera)      | C     | Finlay Robertson |
| 20 | Scozia (bandiera)      | A     | Zak Rudden       |
| 21 | Irlanda (bandiera)     | P     | Ian Lawlor       |
| 22 | Scozia (bandiera)      | C     | Ben Williamson   |
| 23 | Irlanda (bandiera)     | A     | Cillian Sheridan |
| 24 | Scozia (bandiera)      | C     | Max Anderson     |
| 25 | Scozia (bandiera)      | C     | Lyall Cameron    |
| 28 | Scozia (bandiera)      | D     | Sam Fisher       |
| 30 | Scozia (bandiera)      | P     | Harry Sharp      |
| 31 | Inghilterra (bandiera) | D     | Ryan Camplin     |
| 34 | Scozia (bandiera)      | C     | Barry McGuire    |
| 38 | Inghilterra (bandiera) | C     | Joe Grayson      |